# Arslan Ash
 (janvier 2022).
Pour les articles homonymes, voir Ash.
Arslan Siddique (ourdou : ارسلان صدیقی ; né en 1996), connu sous le nom d'Arslan Ash est joueur d'esport professionnel de Tekken. Il a remporté l'Evo Japan 2019 (en) et WePlay Ultimate Fighting League sur Tekken 7. Il a été choisi meilleur joueur de 2019 par un sondage twitter organisé par ESPN.
Il remporte la 2nd place sur Tekken 8 à l'évènement Combo Breaker (Tekken World tour 2024) à Chicago le 26 mai 2024.